# Ойодо (лек крайцер, 1942)
Ойодо (на японски: 大淀) е лек крайцер на Императорските ВМС на Япония от времето на Втората световна война.
Крайцерът е построен в периода 1941 – 1943 г., в Куре, неактивно се използва във Втората световна война, в заключителния етап е потопен от американската палубна авиация, по-късно е изваден от водата и предаден за скрап. Построяването на еднотипния „Нийодо“ даже не е започвано.

## Проектиране и построяване
Първото японско голямо съединение подводници става 4-та ескадра разрушители (суйрайсентай, ЕР), сформирана на 13 декември 1915 г. в състава на Първи флот. В нея, въпреки името, влизат два дивизиона по три подводни лодки всеки и две плавбази– „Карасаки“ (бивша „Екатеринослав“) и „Комахаши“. Преди това дивизионите подводници влизат в състава на ЕР само съвместно с дивизионите разрушители. На 1 април 1919 г. 4-та ЕР е преформирувана в 1-ва ескадра подводни лодки (сенсуйсентай, ЕПЛ). На първо време ЕПЛ се състоят само от подводници и придадените им плавбази. Но с ръста на далечината на плаване на крайцерските ПЛ все по-необходим за ЕПЛ е наличието на флагмански кораб. И от 1 декември 1921 г. флагман на 1-ва ЕПЛ става крайцерът „Яхаги“, при това в нейния състав си остава плавбазата „Карасаки“. Година по-късно, на 1 декември 1922 г., е сформирана 2-ра ЕПЛ, също имаща в състава си крайцер за флагман („Чикума“) и плавбаза („Мансю“, бивша „Манджурия“).
Японският Морски генерален щаб (МГЩ), в началото на 1920-те години, е изправен пред избор – следва ли ролята на флагман и плавбаза за ЕПЛ да се изпълнява от различни кораби, или все пак от един. Изискванията към тях са прекалено различни. За флагман се искат развити средства за свръзка, помещения за живот на щаб, високи далечина на плаване и скорост на хода, адекватно въоръжение, за да се противопостави в бой на корабите на противника. От плавбазите се очакват наличие на помещения за отдих на екипажите на подлодките, възможности за попълване на запасите торпеда, снаряди, продоволствие, прясна вода и даже осъществяване на ремонти. Изпълняващите роля на флагмани крайцери от типа „Чикума“ и 5500-тонниците не отговарят на изискванията да са плавбази. А „Карасаки“ и „Манс“ на свой ред са непригодни за ролята на флагмански кораби. Ситуацията се изменя с влизането в строй в периода 1923 – 24 г. на плавбазите „Дзингей“ и „Тьогей“, имащи 18-възлова скорост на хода, достатъчно сериозно въоръжение от две сдвоени 140-mm установки и помещения за щаба. Към 1930, с ръста в скорост и далечина на плаване на подводните лодки, плавбазите започват морално да остаряват и отново излиза въпроса за замяната им с по-съвършени флагмански кораби.
На 8 декември 1938 г. министърът утвърждава проекта за 4-тата програма за попълнение на флота, включваща два 8200-тонни 35-възлови флагмана на ЕПЛ („крайцери C“, временни номера 136 и 137). На 26 декември програмата е представена на 74-тата сесия на парламента на Япония и след обсъждане е приета на 6 март 1939 г. Съгласно програмата постройката на всеки един от крайцерите „C“ трябва да струва на хазната 31,16 млн. йени, от които 10 470 160 йени за корпус, 7 583 610 – за енергетичната установка, 12 609 871 – за оборудване, 469 359 – в бюджета за административни разходи.
Окончателните изисквания към крайцерите „C“ са утвърдени от МГЩ през октомври 1938 г.; разработката на проекта е дадена на четвърта секция на Морския технически департамент (МТД). Създаденият под ръководството на капитан 3-ти ранг Дайсуке Одзоно и под наблюдението на ръководителя на секцията – контраадмирал Кейджи Фукуда – проект „C-42“ е завършен към 6 октомври 1939 г. (паралелно с проекта „C-41“ – бъдещият тип „Агано“, с който има много общо). Проектът съответства на предявените към него изисквания и има следните характеристики:
- Нормална водоизместимост 9800 тона;
- Артилерийско въоръжение от две трицевни 155-mm и четири сдвоени 100-mm установки, шест сдвоени 25-mm автомата, броят и месторазположението за торпедните апарати не са определени;
- Един специален 45-m катапулт, шест хидросамолета с максимална скорост 280 възела и далечина на полета 2000 морски мили при скорост 200 възела;
- Паротурбинна установка с мощност 110 000 к.с. при 300 rpm, състояща се от четири ТЗА и шест котела, максимална скорост 35 възела, далечина – 8700 морски мили при 18 възела.[11].

Поръчката за главния кораб № 136 е даден на Арсенала на флота в Куре на 6 декември 1939 г. Планирано е, че корабът ще бъде заложен там през юни 1940 г., а общият срок за строеж ще бъде около 30 месеца. Обаче поради претовареността на мощностите на корабостроителницата крайцерът е заложен на нейния стапел едва на 14 февруари 1941 г. На 10 март 1942 г. корабът получава името си: „Ойодо“ – в чест на реката, течаща в префектурите Кагошима и Миядзаки. На вода корабът е спуснат на 4 април 1942, преминава изпитания в периода януари – февруари 1943 и на 28 февруари 1943 г. е предаден на флота. В крайна сметка срокът за строителството му е 26 месеца.
Крайцерът „C“ № 137 е планиран да се заложи в Куре през септември 1941 г. и да се предаде на флота през март 1944 г. Но датата на залагането му е пряко свързана със спускането на вода на главния № 136, тъй като трябва да се строи на същия стапел. Освен това, според съвещание от 6 ноември 1941 г., във връзка с приближаването на войната е изменен приоритетът на важност при построяването на различните кораби. След спуска на вода на „Ойодо“ на 4 април 1942 г., на негово място на 24 април е заложен крайцерът № 300 (бъдещият „Ибуки“). Постройката на № 137 окончателно е отменена на 3 август в съответствие с по-ранно предложение на МГЩ от 30 юни. Официално име той така и не получава, но за него все пак е запазено името „Нийодо“ – в чест на река в префектура Кочи.

## Конструкция

### Корпус и компоновка
Крайцерът има гладкопалубен корпус. Носовата оконечност има по-пълни обводи, отколкото при предшестващите крайцери, с бълб за намаляване на съпротивлението на вълните.
Разпределението на теглото на елементите изглежда по следния начин:
|                                     | Маса, t            | В проценти |
| ----------------------------------- | ------------------ | ---------- |
| Корпус                              | 3377,51 (3200,0)   | 32,42%     |
| Бронева защита                      | 987,24 (994,0)     | 9,48%      |
| Корабно снаряжение                  | 437,58 (410,0)     | 4,20%      |
| Комплектно оборудване (фиксирано)   | 186,49 (159,6)     | 1,79%      |
| Комплектно оборудване (нефиксирано) | 312,75 (296,2)     | 3,00%      |
| Въоръжение                          | 1273,11 (1168,3)   | 12,16%     |
| Енергетична установка               | 1987,54 (1865,0)   | 19,08%     |
| Гориво (тежко+леко)                 | 1723,61 (1719,9)   | 13,9%      |
| Запаси прясна вода                  | 79,4 (74,0)        | 0,76%      |
| Други                               | 50,33 (93,0)       | 0,48%      |
| Водоизместимост на изпитанията      | 10 416,56 (9980,0) | 100%       |

За корпуса в разпределението на теглата са отведени около 32% от нормалната водоизместимост, за броневата защита – около 10, всичко 42%. Въоръжението заема примерно 12%, енергетичната установка – 19%, с енерговъоръженост от 55,4 к.с. на тон (по-ниска отколкото при „Могами“, но по-голяма от тази на по-ранните крайцери „A“). Проектната нормална водоизместимост по проекта от 1939 г. съставлява 9980 тона, поради различни промени в хода на строителството се очаква нейното увеличение до 10 330 тона. Фактически на изпитанията през февруари 1943 г. е получена цифрата 10 416,5 тона. Строителното претоварване по този начин съставлява едва 106,5 тона или малко повече от 1%.
Радиооборудването на крайцера, според първоначалния проект, включва 9 предавателя и 21 приемника, необходими за подсигуряване на свръзката в съединението от кораби, на които той има роля на флагман. Фактически техният състав след завършване на строителството се различава от изходния. „Ойодо“ има 8 предавателя, в т.ч. 2 на дълги вълни (ДВ) (тип 92 № 4 2-ра модификация), 1 ДВ-КВ (къси вълни) (тип 91 № 4 1-ва модификация), 5 за КВ (тип 95 № 3 1-ва модификация, тип 95 № 4 1-ва модификация, тип 95 № 5, тип 97 № 6, експериментален № 2) и 24 приемника, в т.ч. 3 за ДВ (тип 91), 18 ДВ-КВ (тип 92 4-та модификация) и 3 КВ (тип 97). Приемниците са разположени в две радиорубки (№ 1 на покрива на хангара на хидросамолетите, № 2 на средната палуба под тях), предавателите също са в две отделни рубки (№ 1 в предната част на зенитната палуба, № 2 в трюмната палуба по десния борд от централния артилерийски пост). Радиостанциите за радиотелефонна връзка по проект са 6, фактически са поставени 10: 5 предавателя (1 1,5-ватен на УКВ (ултракъси вълни) тип 90, 2 50-ватни за УКВ тип 93, 2 30-ватни за СВ (средни вълни) (№ 2 модел 1) и 5 приемника (1 за УКВ тип 90, 2 за УКВ тип 93, 2 за СВ-КВ тип 92 4-та модификация). Те се намират в три радиотелефонни поста, от които № 1 се намира в предната част на зенитната палуба, № 2 на долното ниво на надстройката по левия борд, № 3 на средното ниво на надстройката отдясно и отзад. Два радиопеленгатора тип 93 № 1 са поставени в задната част на компасния мостик и в отделно помещение между комина и хангара за хидросамолетите.

### Въоръжение
Главният калибър на „Ойодо“ включва шест 155-mm оръдия тип 3 в две триоръдейни кули. Тази арт-система е създадена под ръководството на инженер Тийокити Хата в периода 1930 – 32 г. специално за крайцерите от тип „Могами“ и е приета на въоръжение от ЯИФ на 7 май 1934 г. Оръдието има дължина на ствола от 60 калибъра, с начална скорост 920 m/s и максимална скорострелност от 7 изстрела в минута. То има бутален затвор, стволът има моноблокова конструкция, общата му маса съставлява 12,7 тона. Поставените на „Ойодо“ оръдия заедно с куполните установки изначално са на крайцерите от типа „Могами“, но са свалени от тях в хода на замяната на главния им калибър в периода 1939 – 40 г..
155-mm установки на крайцера са разположени в носовата част на кораба, по линейно-терасовидната схема (височина на барбета на първата – 13 m, на втората – 15,8 m), с ъгли на обстрел по 150° на всяка страна от диаметралната плоскост. Общото тегло на двете кули е 360,1 тона. Трицевната установка 155-mm оръдия е разработена през 1932 г., има диаметър на основата 5,71 m и кръгово брониране от плочи NVNC с дебелина 25 mm. Отгоре над него на разстояние 10 cm са закрепени тънки стоманени листове, играещи ролята на слънцезащитни екрани, важни за тропиците. В бойното отделение на установката са разположени затворните части на оръдията и техните лафети, оборудвани с хидравлични цилиндри за отката и пневматически накатници. Разстоянието между стволовете е 1,55 m, което е недостатъчно за нормалното използване на затвора на централното оръдие, тъй като неговият механизъм изисква завъртане на 45°. В подкуполното отделение има две хидропомпи (с работна течност минерално масло, налягане в системата 70,0 kgf/cm²), работещи от два електромотора с мощност по 100 к.с.. Те задвижват хидравликата, осигуряваща завъртането на кулите (чрез червячна предавка, до 6° в секунда), подема и спускането на оръдията (чрез механизъм за вертикално насочване с пневмозадвижване, до 10° в секунда), а също работата на досилателя и подемниците. Обичайно се използва комплект от една хидропомпа и един електродвигател, втората не работи. 55,87 kg снаряди от стелажите в погреба, с помощта на ролков транспортьор, се подават в междинното отделение, а оттам с помощта на бутащи подемници се доставят до оръдията. Времето на подем е 3 секунди, а максималната производителност – 6 снаряда в минута. 19,5 kg заряди в картузи, от погреба, се подават в отделно междинно отделение, оттам с помощта на подемници кофообразен тип (отделени от междинното отделение с двойни огнезащитни люкове) се подават към оръдията. Времето за подем съставлява 4 секунди, а максималната им производителност е 5 заряда в минута. За всяко оръдие има един бутащ и един кофов подемник, по три за кула. Зареждането на оръдията става при фиксиран ъгъл +7°, зареждането и досиланието на снарядите е механизирано, зарядите в картузите им се зареждат ръчно и се дотикват с хидравличен механизъм.
На „Ойодо“ се използват 155-mm снаряди от четири типа: бронебоен „гмуркащ се“ снаряд с балистично калпаче тип 91, носещ 1,152 kg състав тип 91 и способен да пробие 100-mm плоча NVNC от разстояние 15 km при ъгъл на среща 60°; снаряд „с общо предназначение“ тип 0, носещ 6,8 kg тринитрофенол и имащ радиус на поразяване на въздушни цели 23 m (на въоръжение от 1940 г.), осветителен снаряд с парашут модификация B и учебен снаряд. Щатният боекомплект на 155-mm оръдия съставлява 900 снаряда (150 на ствол), както и при „Могами“.
Максималният ъгъл на възвишение на установките съставлява 55°, с пределна далечина на стрелбата (при ъгъл на възвишение от 45°) е 27,4 km и досегаемост по височина 12 km. Разчетът на една установка е от 24 души в бойното отделение, плюс 7 души в междинното отделение за снарядите и 10 – в междинното отделение на зарядите.
Среднокалибрената зенитна артилерия на кораба е представена от осем 100-mm оръдия тип 98 в четири сдвоени установки, разположени около комина. Оръдието е проектирано през 1938 г. под ръководството на Тийокити Хата в съответствие с изискванията на МГШ за създаване на зенитна артилерийска система с повишена огнева производителност. При дължина на ствола 65 калибър то има начална скорост 1030 m/s и максимална скорострелност 15 изстрела в минута, максимална далечина на стрелбата 19,5 km, а досегаемостта по височина е 14,7 km (ефективни – 14 и 11 km съответно). Използваната тук сдвоена установка тип A 1-ва модификация с маса 20,369 тона и диаметър на основата 2,28 m е полуоткрита, с лек щит от 3-mm стомана, предназначен за защита от пръските вода. Тя има хидравлично задвижване, работещо от 15-силен електродвигател, максимална скорост на наводка от 11,4°/s, а на подем 16°/s. Аналогични установки има самолетоносачът „Тайхо“, на разрушителите от тип „Акидзуки“ оръдията тип 98 са поместени в закрити куполообразни установки. Щатният боекомплект на 100-mm оръдия на „Ойодо“ се състои от 1600 унитарни изстрела, по 200 на ствол. 27,15 kg изстрели включват в себе си 13 kg снаряд от два типа – фугасни и учебни. Подаването им от погребите (разположени под броневата долна палуба зад барбета на втората 155 mm установка) до горната палуба става с четири куповидни елеватора. Оттам те ръчно се пренасят до установките и се складират в кранци. Зареждането им става с помощта на полуавтоматични досилатели при всички ъгли на възвишение, настойката на взривателя се въвежда в хода на зареждането от отделно устройство. За управление на огъня на 100-mm оръдия се използва СУАЗО тип 94, включващ в себе си кули с 4,5-метровия тип 94 по бордовете на носовата надстройка и пост за управление на зенитния огън с изчислител, намиращ се под долната палуба зад погребите.
Малокалибрената зенитна артилерия по първоначален проект е шест сдвоени 25-mm автомата тип 96 (едва 12 ствола). Два от тях са в предната част на носовата надстройка, а четири – на покрива на хангара за хидросамолетите. Но още по време на построяването автоматите са сменени с трицевни на същите места (броя стволове нараства до 18) и в строй крайцера влиза именно с толкова. Боеприпасите за автоматите се съхраняват в погреб между барбетите на 155 mm установки, щатният боекомплект е 2000 снаряда на ствол (сумарно 24 000 по изходен проект и 36 000 към момента на влизане в строй). Оттам те се подават с голям кулувиден елеватор до нивото на средната палуба, после се преносят до три по-малки елеватора, доставящи ги до всяка от трите групи установки. За управление на огъня на зенитните автомати по проект има три визьорни колонки тип 95, всяка в съседство с нейната група. Но към момента на влизане на кораба в строй двете кърмови визьорни колонки са пренесени от покрива на хангара на задната част на носовата надстройка – за да се избегнат повредите по тях в хода на стрелбата от трицевните автомати. Всичките три колонки имат стереодалекомери тип 97 с 2-m база.
„Ойодо“ е проектиран като носител на шест скоростни разузнавателни хидросамолети. Четири от тях трябва да се намират със сгънати крила в масивен хангар на кърмата (дължина 25,25 m, ширина 13,6 m, височина 7,25), още два – на системата релси зад него. За товарене на хидросамолетите на задната част на хангара има два 15,5-метрови товароподени стрели с товародемност до 6 тона всяка. Погребът за авиобомбите се намира вътре в броневата цитадела на трюмната палуба зад машинните отделения, подаването от него до нивото на горната палуба се осъществява по брониран елеватор. В погреба има осемнадесет 60 kg бомби № 6, две специални 60 kg бомби, три 30 kg бомби № 3, плюс боеприпаси за 7,7 mm картечници– сумарно 57 600 патрона. Трите цистерни с гориво са на кърмата под трюмната палуба и имат обща вместимост от 98 780 литра авиобензин (39 850 първата, 34 790 втората, 24 140 третата) или 68,55 тона. Пускането на хидросамолетите трябва да се извършва от поставен на горната палуба на кърмата специален катапулт тип 2 № 1 модел 10, проектиран и приет на въоръжение през 1942 г. При дължина 44 m и маса 65 тона той работи на сгъстен въздух и трябва да ускорява 4,5-тонен самолет до 80 възела (148 km/h), а 5-тонен – до 70 (130 km/h), придавайки ускорение от 2,5 g. Самолетите от него могат да се пускат с четириминутен интервал. Катапултът е по централната ос на кораба и може да се завърта на 30° по всяка страна.
Разработката на скоростния хидросамолет, съгласно спецификацията 14-Си, започва в компанията „Каваниши“ през юли 1939 г. Тази машина трябва да се базира както на крайцерите C № 136 и 137 (по шест на кораб), така и на крайцерите B № 132 – 135 (тип „Агано“, по един на кораб), да има максимална скорост на полета от 518,5 km/h (280 възела) и максимална далечина на полета от 3700 km (2000 морски мили) при 370 km/h (200 възела). Първият полет на прототипа с вътрешнофирменото обозначение K-10 е на 5 декември 1941 г. Този хидросамолет има единичен централен поплавък (при необходимост може да се отделя) и сгъваеми малки поплавъци на крилата – които в крайна сметка стават и главен източник на проблемите. На 7 октомври 1942 г. след завършването му, прототипът е предаден на флота (временно обозначение във флота – скоростен разузнавателен хидросамолет тип 2), към влизането на „Ойодо“ в строй на 28 февруари 1943 г. лети вече цялата опитна партия от шест машини. Но тъй като изпитанията им още не са завършени, крайцерът изначално получава авиогрупа от два стари триместни хидросамолета тип 0 (Айчи E13A1). На 10 август 1943 г., независимо от многобройните недостатъци и аварии в хода на изпитанията, K-10 е пуснат в серийно производство с официалното обозначение „Шиун“ модел 11 (Каваниши E15K1). До прекратяването на производството през февруари 1944 г. са произведени 9 серийни машини. Освен изначалните пробли, причини за това са ниската скорост на „Шиун“ с поплавък, неговото слабо въоръжение, отсъстствието на бронева защита и брониране на резервоарите. „Ойодо“ и четирите крайцера от тип „Агано“ така и не получават тези хидросамолети.
За борба с подводници „Ойодо“ има два бомбохвъргача по двете страни на ахтерхщевена. Техният боекомплект включва шест бомби тип 95 2-ра модификация, съхранявани в бомбовия погреб и подавани по елеватора му. За откриване на подводници се използва хидролокатор тип 93 модел 3, като на типа „Агано“. Също за тази цел може да се използва и устройството за свръзка с подводниците от тип „Фуку“ модел 10. Отсеците за двата прибора се намират под трюмната палуба: първият между 28-и и 36-и шпангоут, вторият между 53-ти и 55-и шпангоут. Противоминното оборудване включва два малки трала модел 1 1-ва модификация и два малки паравана. „Ойодо“ е изначално снабден с размагнитваща намотка.

### Брониране
Броневата защита на крайцера е разчитана, изхождайки от необходимостта да издържа на преки попадения на полубронебойни снаряди калибър 155 mm и хвърлени от височина 3000 m 250 kg бомби.
Главният брониран пояс от плочи CNC с дебелина 60 mm прикрива разположените между 92-ри и 155-и шпангоут отсеци на енергетичната установка, задната група генератори и бомбовия погреб за боеприпаси. Той е с ширина 2,35 m, над водолинията при проектно газене от 5,95 m и трябва да се издига на 1,56 m. Към неговия горен край се стикова бронираната средна палуба от плочи CNC с дебелина 30 mm в централната част и 28 mm по краищата (с ширина 2 m). Отпред тази част на цитаделата завършва с 35-mm напречна преграда, стиковаща се отдолу с плочите на долната палуба. Кърмовата 35-mm преграда се спуска до нивото на трюмната палуба. 5-метров неин участък между долната и трюмната палуби е увеличена до 50 mm дебелина на плочите, тъй като се явява задна стена на бомбовия погреб.
Носовата цитадела преминава от 55-и до 92-ри шпангоут и се дели на две неравни части. Предната (55-и до 83-ти шпангоут) прикрива погреба за боезапаса и има много по-сериозна защита. Тя включва в себе си вътрешен броневи пояс с ширина 2,6 m, сглобен от клиновидни плочи CNC – дебелина 75 mm при горния край и 40 mm при долния. Отгоре той се стикова с 50-mm бронирана долна палуба от същия материал, отдолу се опира в двойното дъно. Задната част на цитаделата (83-ти до 92-ри шпангоут) защитава централните артилерийски постове на 155-mm и 100-mm оръдия заедно с пост на радиотелеграфа № 2. Тя включва бордови пояс от клиновидни плочи CNC, стесняващи се от 60 до 30 mm от горе надолу, стиковащ се по горния край с 28-mm бронева долна палуба. Отпред цитаделата се ограничава с 60 – 25-mm преграда от плочи CNC, нейната предна и задна част се отделят с 16 – 10-mm преграда от обикновена стомана тип „D“.
Барбетите на 155-mm установки от стомана CNC са с дебелина 20 mm, опорните им колела с 25 mm. Под нивото на средната палуба барбетите преминават в имащ вид на срязан отдолу конусен пръстен с дебелина 35 mm (наклон на стените 120°). До нивото на броневата долна палуба (дебелината ѝ под барбетите е снижена от 50 до 25 mm) го продължава централен канал с дебелина 25 mm (наклон 60°). Елеваторите на 25-mm автомати и 100-mm оръдия преминават отпред и отзад на барбета на втората 155-mm установка. На височина 1 m над нивото на долната палуба те са защитени с плочи CNC с дебелина 55 mm по бордовете и 35 mm отпред и отзад.
Защитата на рулевата рубка включва 40-mm плочи CNC в предната част, 20-mm листове стомана „D“ отстрани и отзад и 20-mm плоча CNC отгоре. Сходните шахти между мостика и постовете за управление под броневата палуба се прикриват от 8-mm стомана „D“.
Димоходите се защитават от листове стомана „D“ с дебелина 10 mm отпред и отзад и 16 mm по страните на 30 cm под и на 70 cm над нивото на средната палуба. Такава защита имат и вентилационните канали на машинните отделения по цялата им дължина. Рулевото отделение и отсека за рулевия механизъм са защитени от всички страни с плочи CNC с дебелина 40 mm (бордове), 20 mm (отпред) и 25 mm (отзад). Средната палуба над тях е събрана от два слоя – 20-mm CNC (горен) и 16-mm стомана „D“ (долен). Бомбовият елеватор се защитава до нивото на средната палуба с 35-mm плочи CNC от всички страни. Сходните шахти между машинните отделения и рулевия механизъм се защитават с 10 – 16-mm стомана „D“, цистерните за авиобензин отгоре и отстрани с 16-mm листове от същия материал.
Конструктивната подводна защита на крайцера е достатъчно ограничена, неговата максимална ширина от 16,6 m изключва възможността да се поставят бронирани противоторпедни прегради. За това и конструкторите се опират на развито деление на корпуса на водонепроницаеми отсеци. Двойното дъно включва в себе си 94 отсека, пространството между тях и трюмната палуба – 159, останалата част от корпуса над трюмната палуба – 28. 33 водонепроницаеми отсека (25 в двойното дъно, 2 под трюмната палуба и 6 по-горе) могат да се запълват изкуствено и да се използват при контранаводняването, помествайки сумарно до 613,3 тона вода. Както и при по-ранните крайцери „A“ и „B“, отсеците на енергетичната установка са разделени от надлъжна преграда, което по замисъл би позволило да се съхрани хода след единично попадение на торпедо. Обаче „Ойодо“ няма толкова голям запас устойчивост, и според разчетите той може да издържи наводняването само на едно машинно и едно котелно отделения по борд, с получаване на крен от 15°. Фактически при нападението от 28 юли 1945 г. и подобни повреди е невъзможно да се уравновесят чрез контранаводняване навреме, и крайцерът в резултат се преобръща.

### Енергетична установка
На крайцера е поставена четиривална паротурбинна установка с мощност 110 000 к.с. (80,905 МW). Изходно тя е разработена от четвъртата секция на Морския технически департамент (Кансей Хомбу, съкратено—Кампон) за крайцерите от типа „Агано“. Различията във варианта за „Ойодо“ е в увеличената максимална мощност (110 000 к.с. срещу 100 000) и друга компоновка на машинните и котелните отделения (4 МО и 6 КО срещу изходните 3 МО и 5 КО). Максималната проектна скорост е 35 възела.
„Ойодо“ има четири турбозъбчати агрегата Кампон № 3-C модел 36 с мощност по 27 500 к.с. (20,226 МW) при 340 rpm, поместени в четири машинни отделения, разделен от надлъжна и напречна преграда, с обща дължина 32,2 m (16,0 m при предната двойка, 16,2 m на задната). Всеки от агрегатите включва в себе си турбини за високо (9250 к.с. при 3632 rpm), средно (9150 к.с. при 3385 rpm) и ниско налягане (9100 к.с. при 2327 rpm). ТВН и ТСН са еднопоточни, ТНН – двупоточна. Чрез редуктор с хеликоидна трансмисия (едно централно зъбно колело и три водещи колела от турбините, предавателни числа 10,68, 9,95, 6,84) те въртят вала на гребния винт. Предната двойка ТЗА работи за външните валове, задната двойка – за вътрешните. Общото тегло на ТЗА е 162 тона, на редукторите – 112 тона, всичко 274 тона.
В корпусите на турбините ниско налягане (ТНН) се намират турбините за заден ход с обща мощност 27 500 к.с. (по 6875 к.с. при 1471 rpm всяка), въртящи винтовете в направление, обратно на въртенето на винтовете при преден ход. За икономичния ход има две крайцерски турбини Кампон № 3-A модел 136 (6320 rpm) – по една в състава на предните ТЗА. Чрез своето водещо зъбно колело (предавателно число 4,03) всяка от тях се съединява с редуктора на агрегата, въртейки вала. Отработената пара от турбините на крайцерския ход (ТКХ) постъпва в ТВН и след това в ТСН и ТНН, заедно те дават на вала 4250 к.с. (8500 сумарно) при 150 rpm, което е еквивалентно на скорост от 18 възела. На пълен ход ТКХ се отсъединяват от редукторите, и парата постъпва направо в първата степен на ТВН.
Отработената пара се събира в четири еднопоточни кондензатора тип „Унифлукс“ (по един до всяка ТНН) с обща охлаждаща площ от 3864,8 m² (по 966,2 m² на всеки). Всеки от кондензаторите има две пароструйни помпи, два пароежекторни охладителя, един нагревател за работната вода и една главна циркулационна помпа с трансмисия от турбините. Също има два охладителя за дренажните кондензатори с помпи и две опреснителни установки (на 96 тона вода на ден всяка) – в предните машинни отделения, по едно устройство във всяко. Всяко от машинните отделения има също осем нагнетателни и осем смучещи вентилатора (диаметър 745 и 795 mm, производителност 9 и 11 m³ в секунда съответно), две горивни помпи (по 30 m³ на час), четири пожарни и трюмни помпи (по 30 и 60 m³ на час според различните режими), четири маслоохладителя и осем маслени помпи на системата за принудително смазване.
Пара за турбозъбчатите агрегати се произвежда от шест трибарабанни водотръбни котела тип „Кампон Ро Го“ с нефтено отопление, с паропрегреватели и предварително подгряване на въздуха. Работното налягане на прегрятата пара е 30,0 kgf/cm² при температура 350°C. Общата площ на нагревателната повърхност на всеки един от котлите съставлява 981 m² (в т.ч. парогенериращите тръбички – 810 m² и паропрегревателя – 171 m²), обемът на огнището е 39,8 m³. Всеки котел се намира в свое котелно отделение (дължина 9,8 m), на свой ред разположени линейно подвойки (обща дължина на КО 29,4 m). Както и при типа „Агано“, парата от котлите може да се подава само на определени ТЗА, а не на произволен, макар и схемата на паропроводите да е различна. Котли № 1 – 2 чрез свои магистрали (прилежащи към бордовете) захранват предната двойка ТЗА, № 3 – 4 чрез магистрали (проложени близо до кила) захранват задните ТЗА. Котли № 5 – 6 чрез Y-образна тръба подават пара на магистралите за преходните котли и в крайна сметка – за всички ТЗА. Във всяко от котелните отделения има два вертикални вентилатора (с диаметър 945 mm, производителност 22 m³ в секунда), главна и спомагателна помпа за циркулиращата вода, водонагревател, горивна помпа, горивонагревател, маслена помпа, помпа за охлаждащата вода, маслоохладител, три пожарни и трюмни помпи (две електрически и една със задвижване от турбините, дебит по 30 и 60 m³ на час според режима на работа). Продуктите на горенето се извеждат чрез димоходи в общ за всички котли комин.
Крайцерът има четири трилопатни гребни винта с диаметър по 3,6 m и със стъпка 3,96 m, с максимална честота на оборотите от 340 в минута. Площта на разгърнатите лопатки съставлява 7,56 m², при проектна площ от 6,60 m². По първоначалния проект максималната честота на оборотите е планирана само 300 в минута, и винтове с по-малък диаметър – 3,5 m. Площта на балансирания рул е 20,44 m². Максималният запас от мазут съставлява 2453 тона (по първоначален проект е 2445 тона), поместен в 82 горивни цистерни със сумарен обем 2732,6 m³ (11 в носовата част, 46 в кърмовата, 25 по бордовете). Проектната далечина на плаване съставлява 8700 морски мили при 18-възлов ход, но фактически на изпитанията през януари 1943 г. са получени по-добри резултати: 10 315 мили при 18 възела, 8511 мили при 12 възела, 7714 мили при 21 възела, 3861 мили при 28 възела, 2051 мили на пълен ход и 2007 мили при форсирани машини.
На ходовите изпитания от 23 януари 1943 г. при Сада Мисаки в залива Исе „Ойодо“ развива скорост от 35,199 възела при водоизместимост 10 381 тона и мощност на машините 110 430 к.с. (340,3 rpm). При форсировка на машините (115 950 к.с. при 346,3 rpm) е достигната скорост 35,31 възела. На изпитанията от 18 февруари се определя маневреността на кораба: така при скорост 34 възела и преместване на руля с 34,7° по левия борд е получен тактически диаметър на циркулация 4,42 и изнасяне от 3,77 дължини на кораба по водолинията. На 19 февруари при повторните ходови изпитания „Ойодо“ развива 35,3 възела при водоизместимост от 10 467 тона и мощност на машините 111 220 к.с. (339,4 rpm).
Електроенергийната система на крайцера включва три турбогенератора по 400 КW и два дизел-генератора по 270 КW (сумарно 1740 КW), изработващи постоянен ток с напрежение 440 V (както и при типа „Агано“). Те са в генераторни отсеци, разположени отвъд пределите на машинните отделения и въобще извън броневата цитадела. Предната им група се намира под трюмната палуба пред котелни отделения № 1 и 2 (турбогенератор по левия борд, дизел-генератор по десния). Втората е поместена на долната палуба зад машинните отделения, включая дизел-генератор по левия борд и два турбогенератора по десния.

### Екипаж и условия за обитаемост
Според първоначалния проект от 1939 г. екипажът на крайцера се състои от 782 души (29 офицера, 10 офицера на специална служба, 9 мичмана, 734 старшини и матроси), плюс на него трябва да се намират и членовете на щаба на ескадрата подводни лодки, на която той изпълнява ролята на флагман. Към момента на влизане в строй през 1943 г. той включва само 776 души (30 офицера, 10 офицера на специална служба, 13 мичмана, 191 старшини, 532 матроса). След модернизацията от март 1944 г., във връзка с усилването на зенитното въоръжение и началото на изпълнение на ролята на флагман на Обединения флот, на „Ойодо“ щатно вече има вече 924 души – 911 члена на екипажа (33 офицера, 14 офицера на специална служба, 14 мичмана, 850 старшини и матроси) и 13 офицера от щаба.
Жилищните помещения на крайцера са съсредоточени на средната и долната палуби. Каютите за офицерите (и изначално членовете на щаба) се намират в носа на двете палуби, многоместните каюти за мичманите – също на двете палуби, но на кърмата по десния борд (в съседство с кубрици № 3 и 8). Старшините и матросите са в десет кубрика, от които един (№ 7) се намира на долната палуба в носа пред котелните отделения, а останалите са в кърмата – три на долната палуба (№ 8 – 10) и шест на средната (№ 1 – 6). Отделни каюти за екипажите на хидросамолетите има в предната част на носовата надстройка.
На средната палуба над котелните отделения, в свободното от димоходи и вентилационни канали пространство, се намират разделените (за офицерите и матросите) камбузи и бани с галюни – по десния и левия борд съответно. Лазаретът е разположен в кърмата на средната палуба по десния борд, съседно на кубрици № 2 и 3. Хладилните камери за риба, месо, плодове и зеленчуци са на трюмната палуба в кърмата. Предвидени са и килери за ориз, пшеница, маринати и други продукти, разположени на двата края на кораба.
„Ойодо“ влиза в строй, съхранявайки само ограничен брой илюминатори на средната палуба и съвсем няма такива на долната. Изкуствената вентилация се осигурява от 81 вентилатора (в т.ч. 79 многолопастни и 2 осев тип) със сумарна мощност 121,5 к.с. и производителност от 18 до 220 m³ в минута всеки.

## История на службата
Към втората половина на 1943 г. става ясно, че като флагман на флотилии подводни лодки „Ойодо“ няма да се използва. За това наличието на хидросамолети „Шиун“ става излишно. Есента на 1943 g., в корабостроителницата на Йокосука, той е преоборудван в щабен кораб. Модернизацията завършва към началото на 1944 г. На „Ойодо“ е поставено допълнително въоръжение и оборудване, а вместо 45-метровия катапулт е поставен обикновен 25-метров катапулт „Тип 5“. Вместо шест самолета „Шиун“ крайцерът получава два по-стари хидросамолета „Дзуйун“. В освободения хангар са направени щабните помещения, многобройното радиотехническо и друго оборудване. В кърмовата част на кораба са поставени два трицевни 25-mm зенитни автомата. Такива автомати са поставени на палубата зад хангара и на второто ниво на носовата надстройка. Всички по-ранни сдвоени 25-mm автомати са заменени с трицевни. По периметъра на палубата са поставени 12 допълнителни едностволни 25-mm зенитни автомата. На носовата надстройка е поставен новият радар „Тип 21“ и радар „Тип 22“. На фокмачтата е поставен радар „Тип 13“.
От 1 март 1945 г. „Ойодо“ се намира във военноморската база в Куре. Вечерта на 18 март базата е атакувана от американската палубна авиация на 58-мо оперативно авионосно съединение. Атаките следват една след друга в течение на цялата нощ и отбоят за въздушната тревога прозвучава едва в утрото на 19 март. В резултат на нападението „Ойодо“ получава три преки попадения на 227-kg авиобомби. На крайцера избухва пожар, а от многочислените близки разриви от бомби е пробита обшивката на десния борд и крайцерът започва да се пълни с вода. В резултат на това кораба получава крен на десния борд. Машинната установка излиза от строй. Аварийните партии сравнително бързо спират разпространението на огъня, а скоро с помощта на дошлите пристанищни катери пожарът е напълно ликвидиран. След това „Ойодо“ е отбуксиран в док № 3, където е на ремонт в течение на седмица. Силовата установка е възстановена и крайцерът получава възможност да поддържа 12-възлов ход. Пълен ремонт е невъзможно да се направи, поради бедственото състояние на промишлеността на Япония. „Ойодо“ илиза от дока и е отведен в източния залив Етоуин, където се ошвартова на причалната стена.
На 24 юли 1945 г. в хода на масираното нападение на палубната авиация на американското 38-мо оперативно съединение (командващ – вицеадмирал Маккейн) „Ойодо“ от 06:00 до 17:00 е атакуван примерно от 50 „Хелдайвъра“ и „Хелкетове“, носещи 500-фунтови и 1000-фунтови фугасни авиобомби. Самолетите постигат пет преки попадения на 500-фунтовки: две се взривяват на горната палуба в съседство на катапулта по левия борд, създавайки пробойни с диаметър 3 – 4 m, две други уцелват централната част на кораба по десния борд, близо до машинните отделения и 100-mm установка № 4, петата пробива горната и средната палуби пред носовата надстройка и се взривява долу, разрушавайки носовата шифровъчна стая и давайки началото на силен пожар, който е потушен едва към 26 юли. Също крайцерът преживява четири близки разрива на бомби по левия борд, но щетите от тях са незначителни – няколко пробойни над водолинията и огъването на обшивката под нея.
В утрото на 28 юли в хода на поредното нападение на 38-мо оперативно съединение, „Ойодо“ е атакуван примерно от 40 „Хелдайвъра“ от авиогрупите на самолетоносачите „Уосп“ (USS Wasp (18)) и „Шангри Ла“ (USS Shangri-La (CV-38)). Те постигат няколко близки разрива по десния борд на крайцера в района на носовото машинно отделение и котелно отделение № 5, разпарят обшивката по голямо протежение и водят до бързо заливане с вода на тези и съседните им отсеци. Контранаводняването не дава ефект и 25 минути след нападението, към 12:00 „Ойодо“, се обръща на десния борд с крен 80°. Поради това, че стоянката е в плитководие, левият борд стърчи над водата примерно на 7,5 m. Загиват около 300 души, останалите членове на екипажа по заповед на командир Тагучи напускат кораба след пладне. Вече след това „Хелкети“ на лекия самолетоносач „Монтерей“ (USS Monterey (CVL-26)) поразяват преобърналия се крайцер в левия борд с две 127 mm ракети, създават в обшивката пробойни с диаметър по 0,6 m и детонират вътре.
На 20 ноември 1945 г. „Ойодо“ е изключен от списъците на флота. В хода на операцията по изваждането му на 20 септември 1947 г. крайцерът е изравнен и вкаран в сух док № 4 на фирмата „Харима“ в Куре (бивша корабостроителница на Арсенал на флота в Куре). Там той е разкомплектован за метал в периода от 6 януари до 1 август 1948 г.

## Командири на кораба
- (И.Д.) 31 декември 1942 – 20 януари 1943 капитан 1-ви ранг (тайса) Йошиоки Тавара (на японски: 田原吉興) (командир на тежкия крайцер „Аоба“);[46]
- 20 януари 1943 – 29 август 1943 капитан 1-ви ранг (тайса) Садатоши Томиока (на японски: 富岡定俊);[46]
- 29 август 1943 – 6 май 1944 капитан 1-ви ранг (тайса) Кацукия Шинода (на японски: 篠田勝清);[46]
- 6 май 1944 – 15 август 1944 капитан 1-ви ранг (тайса) Тошио Абе (на японски: 阿部俊雄);[46]
- 15 август 1944 – 25 февруари 1945 капитан 1-ви ранг (тайса) Какуро Мутагучи (на японски: 牟田口格郎);[46]
- 25 февруари 1945 – 15 май 1945 капитан 1-ви ранг (тайса) Тадаши Мацура (на японски: 松浦義);[46]
- 15 май 1945 – 28 юли 1945 капитан 1-ви ранг (тайса) Сеичи Тагучи (на японски: 田口正一)[46].

## Коментари
1. ↑  Транскрипция по системата на Хепбърн.
2. ↑  Данните са от изпитанията на крайцера от 17 февруари 1943 г. В скоби цифрите на изходния проект.
3. ↑  Хромоникелмедната бронева стомана, съдържаща 0,08 – 0,46% въглерод, 2,5 – 3,0% никел, 0,9 – 1,3% мед и 0,8 – 1,3% хром. Аналог на хромоникеловата бронева стомана NVNC със замяна на част от дефицитния никел с мед, се произвежда от 1931 г. за плочи с дебелина до 75 mm. Виж книгата на Лакруа и Уелс, стр. 742 – 743
4. ↑  Конструкционна стомана с повишена якост, съдържаща 0,25 – 0,30% въглерод и 1,2 – 1,6% манган. Разработена от британската компания „Дейвид Колвил енд Сонс“ (оттук и обозначението „Dücol“ или просто „D“) през 1925 г., е малко по-здрава от HT. Виж Лакруа и Уелс, стр. 742 – 743
5. ↑  Офицерите на специална служба (токуму шикан) са особена категория младши офицери в японския флот, повишавани от мичмани за доблестна служба или след завършването на специални курсове. Виж Лакруа и Уелс, стр. 523.